# Ploceus burnieri
Il tessitore del Kilombero (Ploceus burnieri N. E. Baker ed E. M. Baker, 1990) è un uccello della famiglia dei Ploceidi originario della Tanzania.

## Descrizione
Conosciamo ben poco su questa specie, presente solamente in una sola valle della Tanzania e ignota alla scienza fino al 1986. È caratterizzato da un piumaggio giallo, particolarmente brillante sulle regioni inferiori, e marrone. Gialle sono anche le ali, barrate di marrone. I maschi presentano una maschera facciale nerastra, dai margini color castano scuro, che si affusola all'estremità sulla parte alta del petto. La femmina è una versione più scialba del maschio, ed è priva della maschera nera. Ha occhi di colore marrone scuro, becco nero e zampe color carnicino-brunastro. Il suo canto è costituito dalla serie irregolare di suoni vibranti, cinguettii e squittii tipica dei tessitori.

## Distribuzione e habitat
È diffuso solamente nella pianura alluvionale del fiume Kilombero, nella Tanzania centro-meridionale. All'interno dei confini del suo areale, è distribuito in maniera irregolare. Vive nelle paludi che sorgono lungo il fiume e nelle pianure inondate stagionalmente, generalmente in prossimità di canneti di Phragmites mauritianus e distante dagli alberi.

## Biologia
Le piccole dimensioni dell'areale della specie sono dovute ad una serie di fattori biologici, tra cui la dipendenza del tessitore dalle zone ricoperte da canneti, le uniche chiazze di vegetazione emergente dalle acque su cui può trovare cibo durante le inondazioni. Esso inoltre non può abitare in prossimità degli alberi, perché le zone ricoperte da savana alberata sono popolate da un suo competitore, il tessitore dorato africano (Ploceus subaureus). Oltre che delle infiorescenze e dei semi delle canne, il tessitore del Kilombero è stato visto anche consumare rifiuti domestici, come gli scarti delle cucine, e si può spesso avvistare in ambienti artificiali, mentre sta appollaiato su capanne di legno, becca pezzetti di cibo dal pesce messo ad essiccare o fruga tra i rifiuti sul retro dei negozi. Gli studiosi ritengono che la nidificazione avvenga durante la stagione umida, probabilmente tra gennaio ed aprile, a causa della maggiore disponibilità di cibo tra i canneti durante questa parte dell'anno. Nidifica in colonie che possono essere costituite anche da 30 nidi, su steli di canne spesso sovrastanti l'acqua, e depone covate di una o due uova. Durante la stagione secca è stato visto alimentarsi sul terreno in stormi.

## Conservazione
Il fatto che la valle del Kilombero sia sempre più sfruttata dall'agricoltura costituisce una minaccia per questa specie, in quanto il suo areale, già esiguo, rischia di essere distrutto, oltre che dall'avanzata dei terreni agricoli, dagli incendi e dall'utilizzo di pesticidi e fertilizzanti. La specie potrebbe subire un contraccolpo se i proprietari di una vasta piantagione di canna da zucchero situata nei pressi dell'area decidessero di aumentare la superficie coltivata, in quanto l'allargamento della piantagione sarebbe a spese dell'habitat del tessitore. Anche i mutamenti del regime delle inondazioni, provocati, ad esempio, dalla costruzione di una diga, potrebbero alterare drammaticamente l'habitat a cui il tessitore è così ben adattato. Il fiume Kihansi, un affluente del Kilombero, è stato imbrigliato da una diga, costruita per produrre energia idroelettrica, all'inizio degli anni '90, ma le conseguenze che questo ha avuto sulla vita animale e vegetale della pianura alluvionale non sono state ancora indagate. La IUCN Red List classifica il tessitore del Kilombero come specie vulnerabile (Vulnerable).